# 21970 Tyle
21970 Tyle è un asteroide della fascia principale. Scoperto nel 1999, presenta un'orbita caratterizzata da un semiasse maggiore pari a 2,3023283 UA e da un'eccentricità di 0,1680315, inclinata di 6,15028° rispetto all'eclittica.